# Eichmann en Jerusalén
Eichmann en Jerusalén: Un estudio sobre la banalidad del mal (título original: Eichmann in Jerusalem. A Report on the Banality of Evil) es un libro de la filósofa Hannah Arendt, publicado en 1963. En el texto, la autora afirma que aparte de un deseo de mejorar su carrera, Eichmann no mostró ningún rastro de antisemitismo o daño psicológico. Su subtítulo famoso introdujo el concepto banalidad del mal, que también sirve como últimas palabras del capítulo final. En parte, por lo menos, la frase se refiere al comportamiento de Eichmann en el juicio, no mostrando ni culpa ni odio, alegando que él no tenía ninguna responsabilidad porque estaba simplemente "haciendo su trabajo": Él cumplió con su deber...; no sólo obedeció las órdenes, que también obedeció a la ley..

## Observaciones sobre Eichmann
Arendt toma la declaración judicial y la evidencia histórica disponible, y hace varias observaciones acerca de Eichmann:
- Eichmann declaró en el juicio que él siempre había tratado de cumplir con Immanuel Kant y su imperativo categórico (como se explica directamente en las páginas 135-137).[2] Ella sostiene que Eichmann había tomado esencialmente la lección equivocada de Kant: Eichmann no había reconocido la regla de oro y el principio de reciprocidad implícito en el imperativo categórico, sino que sólo entendía el concepto de acciones de un hombre, coincidiendo con la legislación general. Eichmann había intentado seguir el "espíritu" de las leyes llevadas a cabo, como si el propio legislador lo aprobara. En la formulación de Kant del imperativo categórico, el legislador es la moral autónoma, y todos los hombres son los legisladores; en la formulación de Eichmann, el legislador era Hitler. Eichmann cambió cuando se le acusó de llevar a cabo la Solución Final, momento en el que Arendt afirma que "había dejado de vivir de acuerdo con los principios kantianos, que lo había conocido, y que se había consolado a sí mismo con el pensamiento de que ya "no era dueño de sus propias obras, que no podía cambiar nada".[3]

- La incapacidad de Eichmann para pensar por sí mismo fue ejemplificada por su uso constante de "frases hechas y clichés autoinventados", demostrando su visión del mundo irreal y la falta agobiante de habilidades de comunicación a través de la dependencia de "lenguaje burocrático" (Amtssprache) y eufemístico de la Sprachregelung que hizo que la aplicación de las políticas de Hitler fuera "de alguna manera aceptable".

- Eichmann constantemente se unía a organizaciones con el fin de definirse a sí mismo, y tenía dificultades para pensar por sí mismo sin esa pertenencia. En su juventud, perteneció a la YMCA, el Wandervogel y el Jungfrontkämpferverband. En 1933 fracasó en su intento de unirse a la Schlaraffenland (una rama de la masonería), momento en el que un amigo de la familia (y futuro criminal de guerra Ernst Kaltenbrunner) lo animó a unirse a las SS. Al final de la Segunda Guerra Mundial, Eichmann se encontraba deprimido porque "se dio cuenta de que a partir de entonces tendría que vivir sin ser miembro de una cosa u otra".[4]

- A pesar de sus pretensiones, Eichmann no era, de hecho, muy inteligente. Como detalla Arendt en el capítulo segundo del libro, no pudo completar ningún curso de secundaria o formación profesional, y encontró su primer empleo significativo (viajante de comercio para la Oil Company) a través de conexiones de la familia. Arendt observó que tanto en las SS como en el juicio de Jerusalén, Eichmann trató de cubrir su falta de habilidades y educación, y "se ruborizó" cuando estos hechos salieron a la luz.

- Arendt confirma varios puntos donde Eichmann en realidad afirmaba haber sido responsable de atrocidades ciertas, a pesar de que carecía de la potencia o la experiencia para tomar estas medidas. Por otra parte, Eichmann hacía estas afirmaciones a pesar del daño que provocaban a su defensa, lo que lleva a la filósofa a una observación de que "la jactancia era el vicio que estaba hundiendo a Eichmann".[5] Arendt también sugiere que Eichmann pudo haber preferido ser ejecutado como un criminal de guerra que vivir como un don nadie.

- Arendt sostiene que Eichmann, en su papel secundario en la conferencia de Wannsee, fue testigo de la clasificación y archivo de la administración pública alemana, reorganizada de acuerdo con el programa de Reinhard Heydrich de la Solución Final en Europa. Al ver a los miembros de la "sociedad respetable" aprobar asesinato en masa y participando con entusiasmo en la planificación de la solución, Eichmann consideró que su responsabilidad moral se relajaba, como si fuera "el poder de Poncio Pilato".

- Durante su encarcelamiento antes del juicio, el Gobierno de Israel envió no menos de seis psicólogos para examinar a Eichmann. No sólo los médicos no encontraron ningún rastro de enfermedad mental, sino que tampoco encontraron pruebas de personalidad anormal. "Un médico señaló que su actitud hacia los demás, especialmente a su familia y amigos, era muy deseable, mientras que otro señaló que el único rasgo inusual de Eichmann radicaba en que estaba siendo más "normal" en sus hábitos y habla que el promedio de las personas".[6]

## Conclusiones de la autora
Arendt sugiere que lo más llamativo de su análisis desacredita la idea de que los criminales eran manifiestamente psicópatas y diferentes de la gente normal. A partir de este documento, muchos concluyeron que situaciones como el Holocausto pueda hacer que incluso el más común de los humanos cometa crímenes horrendos con los incentivos adecuados, pero Arendt se muestra rotundamente en desacuerdo con esta interpretación, ya que Eichmann era libre en su voluntad después de la Führerprinzip. Arendt insiste en que la elección moral sigue siendo libre, incluso en el totalitarismo, y que esta elección tiene consecuencias políticas, incluso cuando el selector es políticamente impotente:

las condiciones del terror llevan a que la mayoría de la gente cumpla con lo esperado, pero algunas personas no, y así se presenta la lección recibida de algunos países a los que se propuso la solución final, que podría ocurrir en la mayoría de los lugares pero no sucedió en todas partes. Humanamente hablando, no se requiere más, y nada más se puede pedir razonablemente, para que este planeta siga siendo un lugar apto para la habitabilidad humana.

Arendt menciona, como ejemplo de ello, el rescate de los judíos daneses:

Uno se siente tentado a recomendar la historia como lectura obligatoria en la ciencia política para todos los estudiantes que desean aprender algo sobre el potencial enorme inherente a la acción no violenta y en la resistencia a un oponente que posee, vastamente, medios superiores de violencia.

No se trataba sólo de que el pueblo de Dinamarca se negó a asistir en la implementación de la Solución Final, ya que los pueblos de tantas otras naciones conquistadas habían sido persuadidos de hacerlo (o habían estado dispuestos a hacerlo), sino también, que cuando el Reich tomó medidas y decidió hacer el trabajo en sí se encontró que su propio personal en Dinamarca había sido infectado por este y fueron incapaces de superar su aversión humana a la crueldad del caso, que sus compañeros en las zonas más cooperativas tenían.

En la personalidad de Eichmann, Arendt concluye:

A pesar de todos los esfuerzos de la fiscalía, todo el mundo podía ver que este hombre no era un monstruo, pero era realmente difícil no sospechar que fuera un payaso. Y como esta sospecha hubiera sido fatal para el buen fin del juicio y a la vez era bastante difícil de sostener en vista de los sufrimientos que él y sus semejantes habían causado a millones de personas, sus peores payasadas se tomaron escasamente en cuenta y casi nunca se informó de ellas.

Más allá de su discusión sobre el propio Eichmann, Arendt analiza varios aspectos adicionales de la prueba, su contexto y el Holocausto.
- Señala que Eichmann fue secuestrado por agentes israelíes en Argentina y transportado a Israel, un acto ilegal, y que fue juzgado en Israel a pesar de que no fue acusado de cometer ningún tipo de delito allí.

- La pensadora alemano-estadounidense lo describe como un juicio arreglado y dirigido por el primer ministro israelí Ben Gurión, y afirma que éste quería, por varias razones políticas, no hacer hincapié en todo lo que Eichmann había hecho, sino que quedara claro lo que los judíos habían sufrido durante el Holocausto. Señala que los criminales de guerra fueron juzgados en Núremberg, acusados de crímenes contra los miembros de las diversas naciones, sin referencia especial al genocidio nazi contra los judíos.

- Si no hubiera sido declarado culpable antes de que apareciera en Jerusalén, su culpabilidad más allá de cualquier duda razonable, los israelíes nunca se hubieran atrevido o querido que lo secuestraran en una violación formal de la ley argentina.
- Arendt también señala la complicidad de ciertos judíos. Líderes de consejos judíos colaboraron plenamente a la hora de enviar correligionarios a los campos de exterminio.[8]

Esta visión racional del juicio, cuando numerosas personas esperaban una adhesión incondicional a las tesis de la fiscalía, le valieron gran número de críticas.

## Film
En la película Hannah Arendt de Margarethe von Trotta se narra este episodio de la vida de Hannah Arendt, uno de los más importantes de su vida, en el que se ofrece voluntariamente para escribir sobre el juicio de Eichmann para The New Yorker. Ello dará lugar a la publicación de varios reportajes que motivarán muchas críticas, muchas de las cuales (la acusan, por ejemplo, de "defender" a Eichmann) si se analizan no pueden ser sino de personas que no han leído su obra. El libro «Eichmann en Jerusalén» es un trabajo de compilación y complementación de estos reportajes.

## Crítica
En su libro de 2006, Becoming Eichmann, el investigador del Holocausto David Cesarani ha puesto en duda el retrato de Arendt sobre Eichmann por varios motivos. Según sus conclusiones, Arendt asistió sólo a una parte de la prueba, siendo testigo de la presentación de la acusación. No presenció el testimonio de Eichmann y la defensa de sí mismo. Esto puede haber sesgado su opinión de él, ya que estaba en las partes de la prueba que echaba de menos que los aspectos más fuertes de su personalidad aparecieron.
Cesarani también presenta una amplia evidencia que sugiere que Eichmann era en realidad muy antisemita y que estos sentimientos son motivadores importantes de sus acciones. Por lo tanto, alega que las reclamaciones de Arendt de que sus motivos eran banales y no ideológicos y que había renunciado a su autonomía de decisión, obedeciendo las órdenes de Hitler, sin duda puede estar basado sobre bases endebles.
Más polémico, Cesarani sugiere que los prejuicios propios de Arendt estaban influidos en las opiniones que se expresaron durante el juicio. Afirma que al igual que muchos judíos de origen alemán, observó Israel con un gran desdén. Esto la llevó a atacar la conducta y la eficacia del fiscal jefe, Gideon Hausner, que era de origen polaco. En una carta al filósofo alemán Karl Jaspers señaló que Hausner era "un típico judío de Galitzia (Europa Central y Oriental)... una de esas personas siempre dispuestas a cometer errores". Su disgusto hacia el sionismo también influyó en su punto de vista del juicio. Cesarani afirma que algunas de sus opiniones de los judíos del Medio Oriente rayaba en el racismo. Arendt describió Israel y sus gentes como "como si uno estuviera en Estambul o algún otro país de Asia Oriental". La fuerza de la policía israelí, afirma, "me da escalofríos, sólo habla hebreo y árabe".
En 2013 la escritora Monika Zgustova escribió lo siguiente sobre Arendt y su libro:

Muchos ensayistas y comentaristas no han entendido y siguen sin entender las ideas de Arendt porque no han leído su libro, o lo han leído bajo la influencia de los comentarios anteriores. Por eso el malentendido sobre Eichmann en Jerusalén no acaba de disiparse y Hannah Arendt se ha convertido en una autora de la que se habla mucho, pero a quien leen pocos.

Sus ideas siguen molestando hoy como lo hicieron hace cincuenta años. Nada en la historia es blanco y negro, y los análisis de Arendt despiertan la animadversión de los que prefieren explicárselo todo con esquemas simples que no permitan la duda ni obliguen a reflexionar sin fin. Por ello es más preciso que nunca ir a la fuente y leer a Hannah Arendt, porque ella puso de manifiesto que el mal puede ser obra de la gente común, de aquellas personas que renuncian a pensar para abandonarse a la corriente de su tiempo. Y eso es válido también para los tiempos que vivimos.